# Comté de Parkland

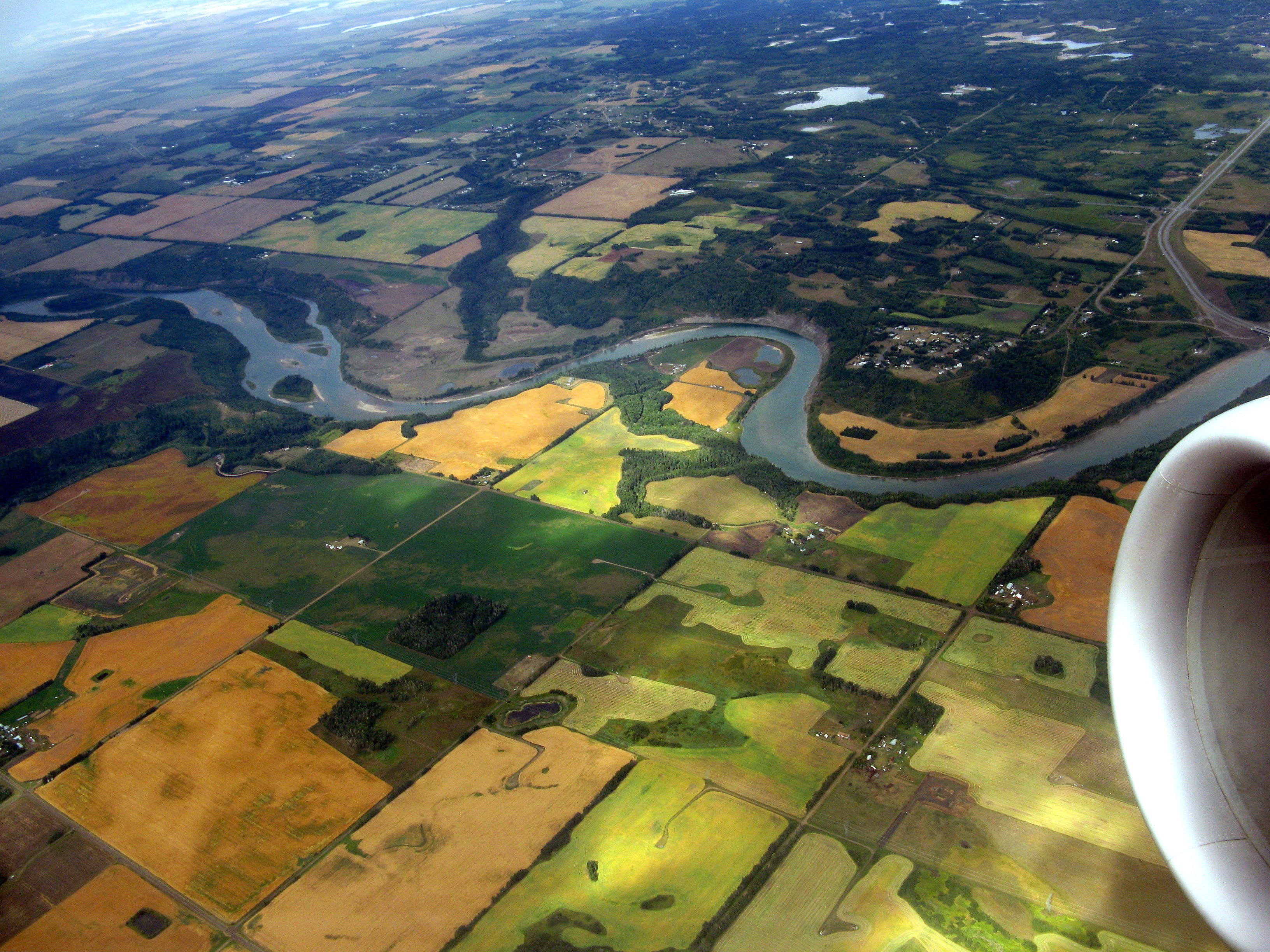
Image d'un survol de la rivière Saskatchewan

Le comté de Parkland (anglais : Parkland County) est un district municipal de 30,568 habitants en 2011, situé dans la province d'Alberta, au Canada.

## Communautés et localités
Cités
- Spruce Grove

Bourgs
- Stony Plain

Villages
- Spring Lake
- Wabamun

Villages d'été
- Betula Beach
- Kapasiwin
- Lakeview
- Point Alison
- Seba Beach

Hameaux
- Carvel
- Duffield
- Entwistle
- Fallis
- Gainford
- Keephills
- Tomahawk

Localités
- Acheson
- Alpine Acres
- Amisk Acres
- Annaliesa Estates
- Anne Dale Acres
- Arrowhead Estates
- Ascot Beach
- Ashwood Meadows
- Aspen Estates
- Aspen Hills
- Avondale Acres
- Avondale Estates
- Banksiana Ranch
- Beach Corner
- Beach Corner Heights
- Beau Rand Estates
- Beaver Brook Park
- Beaverbrook
- Bell Acres
- Bergman Estates
- Birch Estates
- Birch Hill Park
- Birch Hills
- Birch Street Estates
- Bonnie Acres
- Bowen Lake Estates
- Bridgewater Properties
- Brightbank
- Brightbank Estates
- Broken Wheel Ranches
- Brookside Estates
- Burtonsville
- Cameron Heights
- Cameron Lake Estates
- Canterbury Estates
- Carvel Corner
- Cedar Heights
- Central Heights
- Chateau Heights
- Chelsea Estates
- Cherlyn Heights
- Cheryl Heights
- Chickadoo Estates
- Chickakoo Estates
- Clear Lake Estates
- Clearwater Estates
- Cole Anne Heights
- Cottage Lake Heights
- Country Lane Estates
- Crystal Meadows
- Dartmoor Meadow
- Dawn Valley
- Deer Lake Estates
- Deer Park
- Deer Park No. 1 Subdivision
- Deer Park No. 2 Subdivision
- Deer Park No. 3 Subdivision
- Delta Estates
- Devon Ridge Estates
- Devonshire Grove
- Devonshire Meadows
- Double You Ranch
- Douglas Meadows
- Duffield Downs
- East Eighty Estates
- Eden Park Estates
- Edgemont Ridge
- Edgewood Acres
- Edinburgh Park
- Erin Estates
- Eureka Beach
- Exelsior Park
- Falcon Hills
- Fernwood Estates
- Fleming Park
- Forest Heights
- Freeman
- Garden Grove Estates
- Gardner's Cove
- Genesse Park
- Glenwood Estates
- Glory Hills Estates
- Golden Acres
- Golden Spike
- Graminia
- Grand River Valley
- Grandmuir Estates
- Green Acre Estates
- Greenfield Acres
- Grove Acres
- Hacienda Estates
- Happy Acres
- Harder Acres
- Harris Acres
- Heatherlea
- Helenslea Estates
- Hennic Acres
- Highland Acres
- Highvale
- Hillside Estates
- Hilltop Acres
- Hillview Estates
- Holborn
- Horen
- Horizon West
- Hubbles Lake
- Huntington Heights
- Hycrest Place
- J. C.'s Ranch
- Jay Haven
- Jesperview Heights
- Johnny's Estates
- Johnny's Lake Estates
- Kathmarcan Estates
- Kilini Ridge
- Kolba Estates
- Kolga Estates
- Lake Country Estates
- Lake Crest
- Lake Isle Estates
- Lakeside Park
- Lamorr Landing Estates
- Landmark Estates
- Langford Park
- Linconshire Downs
- Linden Acres
- Magnolia
- Magnolia Bridge
- Mallard Park
- Manly Corner
- Manuan Lake
- Marine Drive Estates
- Marra Kesh Estates
- Maude West
- Mayatan Lake Estates
- Mayfair Heights
- Meadow Crest
- Meadow Grove Estates
- Meadow Ridge
- Meadow Run
- Meadowview Park
- Meridian Estates
- Meso West
- Mewassin
- Michael Park
- Michel Park
- Millham Gardens
- Moon Lake
- Neutral Valley
- Norris Acres
- North Side Acres
- Northleigh
- Northridge Meadows
- Oakwood Estates
- Old Entwistle
- Osborne Acres
- Panorama Heights
- Paramac Cove
- Paramac Point
- Park Ridge Heights
- Parkland Heights
- Parkland Village Trailer Ct. North
- Parkland Village Trailer Ct. South
- Parklane Acres
- Parkview Estates
- Parmac Cove
- Parmac Point
- Partridge Heights
- Partridge Place
- Patricia Hills
- Peterburn Estates
- Pine Valley Acres Subdivision
- Pinewood Subdivision
- Poplar Grove
- Prestige Heights
- Princess Estates
- Richie's Point
- Ridgewood Estates
- Riverview Acres
- Rizzie's Point
- Rolling Heights
- Rolling Hills
- Rolling Meadows
- Rolling View Estates
- Rosewood Beach
- Roslaire Estates
- Royal Park
- Sandy Heights
- Sandy Ridge
- Scenic View Estates
- Shady Acres
- Shannon Meadows
- Sherwin
- Silver Bell Estates
- Silver Bell Heights
- Silver Diamond Estates
- Silver Sands Estates
- Singer Acres
- Singing Hill Estates
- Skyline Gardens
- Smithfield
- Sorensens Park
- South Parkdale
- South Seba Beach
- South Woodland Acres
- Spanish Oaks
- Spring Hills
- Spruce Bluff
- Spruce Ridge
- Spruce Valley Estates
- Sprucehill Park
- Star Lake
- Star Lake Estates
- Stony Brook Gardens
- Stonybrook Gardens
- Summer View Heights
- Sundance Power Plant
- Sundance Meadows
- Sundown Estates
- Sunnyside Park
- Sunset View Acres
- Surrey Lane Acreages
- Swiss Valley
- Terralta Estates
- Tower Acres
- Trafalgar Heights
- Tranquility Hills
- Twin Ravines
- Valaspen Place
- Viewpoint Estates
- Warnock Acres
- Weekend Estates
- Wendel Heights
- Wendel Place
- Wendel Place Park
- West Country Estates
- West Eighty Estates
- West Gentry Estates
- West Hill Acres
- West Lake Estates
- West Parkdale
- West Thirty-Five Estates
- Westbrooke Crescents
- Westering Heights
- Westland Park
- Westward Acres
- Whispering Pines
- Whitewood Sands
- Wild Rose Park
- Willow Park
- Willow Ridge
- Willow Ridge Estates
- Winfield Heights
- Woodbend Crescent
- Woodbend Place
- Woodland Acres
- Woodland Park
- Woodridge
- Woodridge Estates
- Yellowhead Estates

Autres
- Westlake Estates

## Démographie
| 2011   | 2016   |
| ------ | ------ |
| 30 568 | 32 097 |